# CD Alquerías
Club Deportivo Alquerías byl španělský fotbalový klub sídlící ve městě Alquerías v Murcijském regionu. Klub byl založen v roce 1992, zanikl v roce 2010 po sloučení do nově založeného klubu Águilas FC.
Své domácí zápasy hrál klub na stadionu Estadio Los Pinos s kapacitou 1 000 diváků.

## Historie
Klub byl založen v roce 1992 pod názvem Club Deportivo Alquerías. Největším úspěchem klubu je sedmiletá účast ve 4. nejvyšší soutěži (v sezónách 1996/97 – 2001/02 a 2007/08).
V létě roku 2010 klub zaniká po fúzi s nově založeným klubem Águilas FC.

## Umístění v jednotlivých sezonách
Legenda: Z – zápasy, V – výhry, R – remízy, P – porážky, VG – vstřelené góly, OG – obdržené góly, +/- – rozdíl skóre, B – body, červené podbarvení – sestup, zelené podbarvení – postup, světle fialové podbarvení – přesun do jiné soutěže
| Sezóny  | Liga                        | Úroveň | Z  | V  | R  | P  | VG | OG  | B   | +/- | Pozice |
| ------- | --------------------------- | ------ | -- | -- | -- | -- | -- | --- | --- | --- | ------ |
| 1995/96 | Preferente Autonómica       | 5      | …  | …  | …  | …  | …  | …   | …   | …   |        |
| 1996/97 | Tercera División – sk. XIII | 4      | …  | …  | …  | …  | …  | …   | …   | …   | 7.     |
| 1997/98 | Tercera División – sk. XIII | 4      | …  | …  | …  | …  | …  | …   | …   | …   | 15.    |
| 1998/99 | Tercera División – sk. XIII | 4      | …  | …  | …  | …  | …  | …   | …   | …   | 14.    |
| 1999/00 | Tercera División – sk. XIII | 4      | 38 | 10 | 12 | 16 | 37 | 58  | -21 | 42  | 13.    |
| 2000/01 | Tercera División – sk. XIII | 4      | 42 | 12 | 5  | 25 | 36 | 67  | -31 | 41  | 17.    |
| 2001/02 | Tercera División – sk. XIII | 4      | 38 | 3  | 7  | 28 | 31 | 106 | -75 | 16  | 20.    |
| …       |                             |        |    |    |    |    |    |     |     |     |        |
| 2005/06 | Preferente Autonómica       | 5      | …  | …  | …  | …  | …  | …   | …   | …   | 9.     |
| 2006/07 | Preferente Autonómica       | 5      | …  | …  | …  | …  | …  | …   | …   | …   | 7.     |
| 2007/08 | Tercera División – sk. XIII | 4      | 38 | 5  | 7  | 26 | 27 | 83  | -56 | 22  | 19.    |
| 2008/09 | Preferente Autonómica       | 5      | …  | …  | …  | …  | …  | …   | …   | …   | 16.    |
| 2009/10 | Preferente Autonómica       | 5      | …  | …  | …  | …  | …  | …   | …   | …   | 12.    |